# Le Landin
Le Landin is een gemeente in het Franse departement Eure (regio Normandië) en telt 193 inwoners (2014). De plaats maakt deel uit van het arrondissement Bernay.

## Geografie
De oppervlakte van Le Landin bedraagt 3,15 km², de bevolkingsdichtheid is 61 inwoners per km².
De onderstaande kaart toont de ligging van Le Landin met de belangrijkste infrastructuur en aangrenzende gemeenten.

## Demografie
Onderstaande figuur toont het verloop van het inwonertal (bron: INSEE-tellingen).